# Джаянагара
Джаянагара (*д/н — 1328) — 2-й володар Маджапагіту в 1309—1328 роках. Ім'я перекладається з санскриту як «Славний народ» або «Уславнений народом».

## Життєпис
Сином радж'ї Кертараджаси. Є кілька версій щодо матері Джаянагари. Тривалий час вважався сином Трібхуванешварі. донькою Кертанагари, магараджи Сінгасарі. Згідно хроніки «Параратон» був сином Дари Петак, доньки Трібхуванараджи, магараджи Дхармашраї. Деякі історики припустили, що Джаянагара був сином Дари Петак, всиновленим бездітною старшою дружиною Трібхуванешварі і вихованим як її власний.
1295 року призначається батьком бхре (намісником) Кедірі (другою за значення області після Сінгасарі), зо спричинило повстання сенапаті (головнокомандувача) Рангавале. Того з труднощами було переможено.
Посів трон 1309 року, прийнявщи ім'я Шрі Магараджа Віраландагопала Шрі Сундарапанд'я Дева Адхішвара (ꦯꦿꦶꦩꦲꦬꦗꦮꦶꦬꦭꦟ꧀ꦢꦓꦺꦴꦦꦭ ꦯꦿꦶꦯꦸꦟ꧀ꦢꦬꦦꦟ꧀ꦢꦾꦢꦺꦮꦲꦝꦶꦯ꧀ꦮꦬ) Продовжив політику попередника зі зміцнення влади, втім наштовхнувся на опір місцевої знаті та родичів колишніх раджей. 1313 року довелося придушувати повстання Джуру Демунги, а 1314 року — Гаджи Біру, 1316 року — Намбі і Павагали, 1318 року — Ра Семі. Більш небезпечним було повстання Ра Куті в 1319 році, коли повсталізахопили столицю держава Маджапагіт. Джаянагара ледве зміг врятуватися, сховавшись в селищі Бадандер. В цей час починається піднесення Гаджа Мади, що очолив бхаянгкарі (палацову гвардію). Він зміг перетягнути на свій бік знать та невдаволене населення столиці, післячого придушив повстання.
1321 року двір Джаянагари відвідав європейський місіонер Одоріко да Порденоне, який згадував, що за рік абодва до того, Джаянагара відбив новий напад юаньської армії. У 1325 році відправив посольство до імперії Юань на чолі із стриєчним братом Адіт'яварманом (в китайських джерелах відомий як Сенкіа Лі Юлань).
Водночас погіршувалися відносини зі знаттю. Згідно хронік через намагання Джаянагари спокусити дружин і доньок своїх сановників та військових очільників. За це отримав прізвисько Кала Гемет («Слабкий лиходій»). За однією з версій один зі зраджених чоловіків — поет Танка (Танча) — вбив 1328 року Джаянагару. Є відомості, що змову організував Гаджа Мада, а Танку налаштував проти володаря. Припускають, що справжнім чинником змову було змішано явано-малайське походження Джаянагара, якого більше вважали іноземцем.
За хронікою «Параратон» Джаянагару було поховано в храмі Сренгапура в Капопонгані, згідно поеми «Нагаракретагами» — у храмі Вішнупарамі. Його статуї у виглядіВішну поставлено в Села Петаку (Силапетаку) і Бубаті, у вигляді Амогхасіддхи в Сукалілі.
Гаджа Мада домігся передачи влади зведенній сестрі загиблого — Трібхувані, прицьомусам отримав фактичну владу.